# 삼리초등학교
삼리초등학교는 대한민국 경기도 광주시에 있는 공립 초등학교이다.

## 학교 연혁
- 2002. 09. 01 개교, 초등 13학급 인가
- 2002. 09. 01 초대 권해룡 교장 취임
- 2004. 02. 14 제1회 졸업식
- 2005. 03. 01 24학급 인가
- 2005. 03. 01 독서교육 시범학교 운영(2년, 시지정)
- 2005. 03. 01 방과후학교 시범학교 운영(2년, 도지정)
- 2005. 03. 01 특수 1학급 인가
- 2005. 03. 01 구강교육 시범학교 운영(2년, 시지정)
- 2007. 09. 01 제2대 이종찬 교장 취임
- 2008. 03. 01 비만예방교육 시범학교 운영(1년, 도지정)
- 2010. 03. 01 초등 30학급, 특수 1학급, 유치원 3학급 편성
- 2010. 03. 01 학력향상 시범학교 운영(2년, 도지정)
- 2011. 03. 01 제3대 신정권 교장 취임
- 2013. 03. 01 초등 29학급, 특수 1학급, 유치원 4학급 편성
- 2014. 02. 14 제11회 졸업식
- 2014. 09. 01 제4대 정동인 교장 취임
- 2015. 02. 13 제12회 졸업식
- 2015. 03. 01 초등 29학급, 특수 1학급, 유치원 4학급 편성

## 참고 자료
- 삼리초등학교 - 한국교육학술정보원 학교알리미